# Amathusia palawana
Amathusia palawana är en fjärilsart som beskrevs av Hans Fruhstorfer 1904. Amathusia palawana ingår i släktet Amathusia och familjen praktfjärilar. Inga underarter finns listade i Catalogue of Life.